# Тела
Тела (на латински: Thela; Okla; † 493) е син на западно-римския офицер Одоакър, който царува от 476 до февруари 493 г. в Италия и на Сунигилда.
Тела е провъзгласен от баща си за Цезар в Рим още преди битката при Ада (11 август 490) против Зенон. При предаването на Равена през февруари 493 г. (Гарвановата битка) Тела е предаден в плен на остготите и заточен в Галия. При опит да избяга или да се върне обратно е убит.